# Римска књижевност
Римска или латинска књижевност настала је и развијала се под утицајем грчке књижевности. У њој се не огледа само развитак римског друштва, него су се преко ње сачувала и нека дела грчке књижевности, у преводима и прерадама. У многим књижевним родовима Римљани су достигли своје грчке учитеље, а у сатири их чак и надмашили.
Већина латинских писаца родом изван Рима, штавише један од зачетника римске књижевности, Квинт Еније, припада илирским досељеницима са Балкана. Неримског порекла су и Грк Ливије Андроник, Африканац Теренције, Гали Цецилије и Корнелије, Публилије из Сирије, Сенека из Шпаније, и други.

## Епохе
Римска књижевност може се поделити у три епохе: 
- Преткласично доба: од почетака до 80. п. н. е.
- Класично доба: од 80. п. н. е. до 120. н. е.
- Посткласично доба: од 120. н. е. до почетка 6. века.

Мада је латински и данас службени језик ватиканске државе Ватикан и њене интернационале, римска књижевност, као представник хеленистичко-римске културе, престаје да постоји коначном победом хришћанства и досељењем нових народа на Средоземље — Словена, Арапа, Германа) и других.
Заједничка црта која обележава све три епохе римске књижевности није толико отпор римске реакције против грчке културе и њених напредних идеја, него пре свега борба између плебејаца и патриција или између робова и робовласника.
Књижевни латински језик, којим су се служили писци, стварали су римске судије и војсковође. У праву Римљани су без сумње пружили највише доказа о својој оригиналности, па се стога код римских правника налази прави извор класичног латинског језика.
Први запис који спада у римску књижевност је Закони дванаест таблица, а последњи је Јустинијанов Corpus iuris civilis Romani, чиме се обухвата период од близу хиљаду година (од средине 5. века п. н. е. до средине 6. века н. е.). Закон дванаест таблица је најстарији споменик римске књижевности и главни школски уџбеник старог Рима током неколико векова у коме се могу видети трагови грчког утицаја. Јустинијанов Corpus објављен је у новом Риму, кад су словенска племена већ заузела велики део Балканског полуострва и кад су се на обалама Средоземља почеле образовати нове државе. То је био крај Римског царства и робовласништва. Тих година је затворена Академија у Атини, видан доказ пуне победе хришћанства.

## Прекласично доба Римске књижевности
Најстарије дело римске књижевности, Закон дванаест таблица, резултат је борбе народних маса против патриција: народ је коначно приморао господу да се напишу и објаве прописи обичајног права, по којем су патрицији судили плебејцима. Али требало је затим више од једног и по века да чувени Апије Клаудије (око 300. п. н. е.) пређе на страну народа и учини да се објави први римски календар, из којег је народ сазнао дане када раде патрицијски судови. Борба против патриција трајала је даље преко 200 година, док диктатор Суланије, користећи Маријеву реформу о увођењу професионалне војске, око 80. године, није обезбедио искључиву власт Сената, обеснажио народ и његове трибуне, побио демократске борце и вође и угушио устанак у Грчкој, припремајући разбијањем републиканског државног апарата пут принципату и монархији. После Суланијеве диктатуре и угушења Спартакове буне нестаје и Римска република.
Већ у прекласичној и класичној епоси образују се у књижевности две основне струје римског друштва: националистичка и филхеленска. Крај прекласичне и почетак класичне епохе, обележен тешким унутрашњим борбама, чини прелаз од републике ка принципату (Сула, Цезар, Август), а крај класичне епохе чини прелаз од принципата ка монархији (Домицијан и Трајан).
- Ливије Андроник (Livius Andronicus, око 240 год.)
- Гнеј Невије (Gnaeus Naevius, умро око 200 год).
- Квинт Еније (Quintus Ennius, 240—170)
- Плаут (Titus Maccius Plautus, 254—184)
- Теренције (Publius Terentius Afer, 190-159)
- Цецилије (Caecilius Statius, око 220—168)
- Марко Пакувије (Marcus Pacuvius, 220—130)
- Марко Порције Катон Старији (Marcus Porcius Cato Maior, 234—149)
- Гај Семпроније Грах (Gaius Sempronius Gracchus, 154—121)
- Акције (Lucius Accius, oko 170—90)
- Луцилије (Gaius Lucilius, 180—102)
- Auctor ad Herennium
- Varon (Marcus Terentius Varro Reatinus, 116—27)
- Лаберије (Decimus Laberius, 106-43)
- Публије (Publilius Syrus)

## Класично доба
Другу епоху обележавају имена као што су Цицерон, Цезар, Лукреције, Катул, Август, Мецена, Вергилије, Хорације, Сенека и Тацит. Док Лукреције разбија верске окове и слави Епикура и његово материјалистичко учење као спаситеља човечанства, Вергилије слави римски империјализам и „Августов мир“, а Сенека проповеда братство и јединство свих људи и свих народа. Ипак, у овој епохи владари бар привидно деле власт са Сенатом и патрицијима, ослањајући се на војску и чиновнике. Овој епохи припадају најважнија дела римске књижевности у стиху и прози, па се стога зове и Класична епоха.
Време од Сулине диктатуре до Августове смрти зову златним веком римске књижевности, стога што формално најлепша дела потичу из тог времена. Дели се на два доба: Цицероново (80—31) и Августово (31. п. н. е. до 14 н.е.).
Цицероново доба чини 50 година прелаза између републике и принципата када су се разбуктале последње политичке борбе и грађански ратови између племства и народа односно њихових вођа који су хтели да приграбе сву власт у држави. Римски империјализам одузео је слободу не само покореним варварима и Римљанима. Република је мирно живела последње дане и обе странке, аристократска као и »демократска«, бориле су се на живот и смрт. Из тих крвавих борби чије су жртве међу осталим, били Цезар и Цицерон, изашао је као коначни победилац Октавијан који је (27 год. п. н. е.) прозван Augustus.
Борило се не само мачем и огњем него и живом и писаном речи. Стога је Цицероново доба дало најбоље прозаике: Цезара, Цицерона и Салустија, великог песника-филозофа Лукреција и највећег лиричара Катула.
Рим се све више пунио Грчићима који су као кућни учитељи или као секретари све више јачали утицај грчке културе и књижевности. Богатији Римљани путују на Исток (у Атину, на Род, у Малу Азију). Из покорених градова преносе се целе библиотеке, те тако у Риму постају приватне и јавне књижнице, у којима су грчка дела чинила главнину. Грчком утицају био је подједнако приступачан вод нобилитета, крволочни Сула, као и Јулије Цезар, предводник »народњака«. Стога и песници и прозаици стоје под јаким утицајем грчких узора.
Говорничку трибину на форуму и у сенату, на којој се у доба републике развијало беседништво, замениле су дворане моћног принципа и богатих достојанственика. Ту су се сада читала пред одабраном публиком књижевна дела, већином песме. Последице Августове реакције и »Августова мира«, који је претсказао и опевао Вергилије у својој чувеној четвртој еклози, знатно су измениле књижевни живот у царском Риму. Буре и борбе последњег републиканског века оставиле су дубок траг не само у прози Цицероновој и Салустијевој него и у Луцилијевој сатири, Лукрецијеву епу и Катуловој лирици. Али у Августово доба и песници описују благодети спољњег и унутрашњег мира. У вези са тим опева се тихи сеоски живот и давна прошлост, у којој је римски земљорадник уживао у примитивној једноставности. Тако је Августово доба, својом рестаурацијом и враћањем на старо, нека врста римске националне романтике, док је књижевност Цицеронова и Лукрецијева доба реална слика класне борбе римског друштва.
У Риму се стварају књижевни кружоци, меду којима су, осим оног око Августа, најважнији они око Мецене, Месале Корвина и Азинија Полиона. У тишини и без свакодневних брига писци Августова времена предају се потпуно и искључиво књижевном раду, па стварају дела обележена формалним савршенством и класичном уравнотеженошћу. Стога песници Августовог времена као Вергилије, Хорације, Проперције, Тибул и Овидије, у својим делима често понављају мотиве о тихој срећи и блаженству повученог човека на селу и у граду. Поред њих историчар Ливије износи светле примере из римске прошлости који треба да оживе старе врлине.
После смрти принципа Августа, који је вешто руковао и народним масама и амбициозним сенаторима, Заоштравају се све јаче супротности између владара и сената. Августов заменик Тиберије, образован и својеглав старац, сузбија сенат и брине се за масе и за провинције. Он је допуштао у јавности писане шале и нападе на своју личност, говорећи да у слободној држави мисао и језик морају бити слободни. После чудног филолога Гаја Клаудија и многоструког виртуоза Нерона, васпитаника популарног моралисте и одличног стилисте Сенеке, владају римском царевином строги флавијевци: Веспазијан и Домицијан, који спутавају књижевни рад, па чак и протерују неке писце и филозофе из Рима. Тек предузимљиви Трајан, први провинцијалац на римском престолу и његов посинак Хадријан завршавају дуготрајну борбу између владара и сената у корист апсолутне монархије. Тако је Тацит последњи представник класичног аристократског Рима. Његови Анали су свакако најлепши споменик латинске прозе, проткане трагичном поезијом. После њега друштвено-политички правац у римској књижевности преузимају борбени хришћански писци, кратковеки весници боље будућности.
- Марко Тулије Цицерон (Marcus Tullius Cicero, 106—43п.н.e.)
- Гај Јулије Цезар (Gaius Julius Caesar, 100—44п.н.e.)
- Тит Лукреције Кар (Titus Lucretius Carus, 98—55п.н.e.)
- Гај Валерије Катул (Gaius Valerius Catullus, 87—54п.н.e.)
- Корнелије Непот (Cornelius Nepos, 100—25п.н.e.)
- Гај Салустије Крисп (Gaius Sallustius Crispus, 86—35п.н.e.)
- Публије Вергилије Марон (Publius Vergilius Maro, 70—19п.н.e.)
- Квинт Хорације Флак (Quintus Horatius Flaccus, 65—8 п.н.e.)
- Гај Јулије Цезар Октавијан Август (Gaius Iulius Caesar Octavianus Augustus, 63 п.н.e. — 14 н.e.).
- Тит Ливије (Titus Livius) (60 п.н.e. — 16 н.e.).
- Албије Тибул (Albius Tibullus, 54—19 п.н.e.)
- Сулпиција песникиња
- Секст Проперције (Sextus Propertius, 50—15. п.н.e.)
- Овидије (P. Ovidius Naso, 43 п.н.e. — 17 н.e.)
- Витрувије Полион (Vitruvius Pollio)
- Јулије Федар (Iulius Phaedrus, око 20 н.e.)
- Велеј Патеркул (Velleius Paterculus, почетак првог века н.e.)
- Манилије (Marcus Manilius, oko 30 н.e.)
- Помпеј Трог (Pompeius Trogus)
- Валерије Максим (Valerius Maximus, средина првог века)
- Аул Корнелије Целз (A. Cornelius Celsus, око 30 н.e.)
- Колумела (Lucius Iunius Moderatus Columella, 1. в. н. е.)
- Курције Руф (Quintus Curtius Rufus, око 50 н.e.)
- Помпоније Мела (Pomponius Mela, око 50 н.e.)
- Персије Флак (A. Persius Flaccus, 34—62 н.e.)
- Марко Анеј Лукан (M. Annaeus Lucanus, 39—65 н.e.)
- Гај Плиније Старији (Gaius Plinius Secundus, 23—79 н.e.)
- Јулије Фронтин (Sextus Iulius Frontinus 30—103 н.e.)
- Луције Анеј Сенека (L. Annaeus Seneca, 14. п.н.e. — 65 н.e.)
- Петроније (Gaius Petronius Arbiter)
- Квинтилијан (Marcus Fabius Quintilianus, 35—95 н.e.)
- Марцијал (Marcus Valerius Martialis, 40—102 н.e.)
- Стације (P. Papinius Statius, око 40—96 н.e.)
- Публије Корнелије Тацит (Publius Cornelius Tacitus, 55—120 н.e.)
- Гај Плиније Млађи (Gaius Plinius Secundus, 62—113 н.e.)
- Јувенал (Decimus Iunius Iuvenalis, 60—140 н.e.)

## Покласично доба
Трећа, покласичну епоха започиње Хадријаном, који потискује Сенат, радећи у корист колоната и на штету робовласничких латифунда, и отвара широм врата културнијем Истоку, где се све чешће јављају знаци отпора против Римског царства. У тој епохи хришћанство чини претходницу поробљених маса у борби против Рима. Оно покреће робове, нарочито у источном делу Царства. Али и овог пута, као под Сулом, борба се завршава поразом напредних снага: хришћанство седа на царски престо, а народне масе траже нове, поузданије спаситеље. Започиње средњи век и у коме ће хришћанска Црква имати неограничену власт, нарочито на романско-германском западу где је она главни представник феудализма.
За књижевност је најважнија друга чињеница: филхеленизам Хадријана, оснивача апсолутне монархије, значи у ствари победу грчког Истока над римским Западом. Грчки језик постаје равноправан са латинским и многи писци већ на почетку ове епохе, као Светоније и Апулеј, пишу и грчки и латински. Ова културна капитулација Рима под Хадријаном доводи доцније и до политичке капитулације. Константин Велики спроводи у дело стари план Јулија Цезара о оснивању Новог Рима на обалама евразиског мореуза, као престонице хеленистичке теократске и војничко-чиновничке монархије. Дејство хришћанства примећује се поступно током ове епохе: морало је проћи 400 година од Хадријана до Јулијана, кад је затворена у Атини Платонова Академија, последња паганска школа.
Регресивност ове епохе и пад римског књижевног генија показује њен архаизам на тај начин што се писци овог времена враћају главним представницима преткласичне епохе: Енију, Плауту и старом Катону. Архаизам и филхеленизам чине да Цицерон и Вергилије престају бити интересантни, а да и не говоримо о Катулу и Хорацију. Сада су у моди школске импровизације о безначајним темама, а песници се такмиче јавно у реторичкој патетици, са њеним краткотрајним праскавим ефектима. Тим такмичењима председава сам император, који као и његови књижевници нема разумевања за стварности савременог живота. Књижевност тако губи везу са стварношћу, а добар латински језик сада негују претежно филолози и антиквари, правници и други стручњаци. Хадријанов секретар Светоније, пишући своје царске биографије, мисли да се такмичи са Тацитовим царским трагедијама на тај начин што пред нас износи цареве као интересантне појединце, са свим детаљима приватног живота. Тек доцније Амијан Марцелин наставља Тацитов рад и непосредно приказује Јулијана Апостату. Хришћанска књижевност подиже језик широких маса на књижевни ниво и тако припрема пут стварнијем књижевном раду. У поезији се класични ритам квантитета замењује ритмом нагласка.
- Светоније Транквил (Gaius Suetonius Tranquillus, 75—150 г. н. е. )
- Гелије (Aulus Geluus, око 125—175 г. н. е.)
- Апулеј (Apuleius, рођен око 125 г. н. е.)
- Флор (око 120 г. н. е.)
- Хигин (Hyginus)
- Јустин (Iunianus Iustinus, писац са почетка 3. века)
- Диоклецијан (Gaius Valerius Aurelius Diocletianus)
- Еутропије (Eutropius, средина 4. века)
- Амијан Марцелин (Ammianus Marcellinus, 4. век)
- Аурелије Виктор (Sextus Aurelius Victor, 4. век)
- Аусоније (Decimus Magnus Ausonius, око 310—393 г.)
- Клаудијан (Claudius Claudianus, око 400 г.)
- Макробије (Ambrosius Theodosius Macrobius, око 400 г.)
- Јероним (Eusebius Sophronius Hieronymus, око 350—420 г.)
- Августин (Aurelius Augustinus, 354—430 г.)
- Боетије (Anicius Severinus Boethius, 480—524 г.)
- Јустинијан (Flavius Petrus Sabbatius Iustinianus, царује 527-565 г.)

## Остали писци
- Апијан
- Дион Касије
- Дионизија из Халикарнаса
- Јевсевије из Цезареје
- Цинције Алимент
- Диодор са Сицилије
- Фабије Пиктор
- Фотије
- Јосиф Флавије
- Јорданес
- Калпурније Пизон
- Касије Хемина
- Касиодор
- Ксифилин
- Марко Порције Катон
- Муције Сцевола
- Никола из Дамаска
- Орозије
- Плутарх
- Полибије
- Посејдоније
- Страбон
- Зонара